# Dyseuaresta tenuis
Dyseuaresta tenuis är en tvåvingeart som först beskrevs av Friedrich Hermann Loew 1873.  Dyseuaresta tenuis ingår i släktet Dyseuaresta och familjen borrflugor. Inga underarter finns listade i Catalogue of Life.